# Трін Міхельсен
Катрін «Трін» Міхельсен (дан. Katrine «Trine» Michelsen; 21 січня 1966, Гентофт, Данія — 17 січня 2009, Копенгаген, Данія) — данська акторка і фотомодель. Лауреатка конкурсу краси «Міс Данія—1984».

## Життєпис
Народилася в родині журналіста і письменника Оле Міхельсена (нар.04.04.1940) та Ніни Міхельсен. Мати загинула в автокатастрофі в 1969 році, коли Трін було 3 роки.
Ніколи не була одружена і не мала дітей.
У квітні 2005 року повідомила в інтерв'ю журналу «Se og Hør», що хвора на рак кісток (пухлина знаходилась на лопатці), який дав метастази у лімфатичні вузли, і вона проходить курс хіміотерапії. Станом на грудень того ж року метастази поширилися у багато органів і кісток. 17 січня 2009 року, за 4 дні до свого 43-річчя, Міхельсен померла після довголітньої боротьби з хворобою в Копенгагені (Данія).